# Marianne Lamour
Pour les articles homonymes, voir Lamour.
Marianne Lamour est une réalisatrice, documentariste et scénariste française, née le 26 juin 1938 à Paris.

## Biographie
Fille de Philippe Lamour, elle a d'abord réalisé des documentaires avant de passer à des fictions pour la télévision.

## Filmographie[3],[4]

### Documentaires
- 1970 : Les Syndicats multinationaux, pour l'émission Cinq colonnes à la une
- 1971 : Aventures en Mer du Nord, pour l'émission Cinq colonnes à la une
- 1973 : Les nouvelles routes de l'opium
- 1976 : L'Héroïne du triangle d'or
- 1978 : Les derniers cavaliers du monde (6 épisodes)
- 1981 : Les grands travaux de la Baie James dans la série Les grands travaux du monde
- 1985 : Ulysse appelle Maldita
- 1985 : CNRS Ulysse appelle Maldita
- 1986 : Tous en ligne
- 1987 : Les Tableaux qui parlent
- 1988 : Ville de chiens, pour l'émission La Marche du siècle
- 1989 : Le Cadeau du siècle : 25 ans de plus à vivre
- 1990 : Le rêve existe
- 1994 : De Serge Gainsbourg à Gainsbarre de 1958 - 1991, chapitre Interview
- 1996 : Laurent Fabius : Fais ce que dois
- 1996 : Afición, passion d'arènes
- 1996 : Volga, Volga dans la série Les grands fleuves
- 1997 : Au pays de Dogon : l'aventure africaine de Marcel Griaule
- 1999 : Ils l'ont tant aimée
- 2000 : Le Monde des courses
- 2000 : Luis Miguel Dominguin : El Numero Uno
- 2002 : Juan Bautista, une histoire de Camargue
- 2002 : De mère en fille
- 2003 : Piaf, sans amour on n'est rien du tout
- 2003 : Le Concert idéal
- 2004 : Les dessous ont une histoire
- 2005 : Femmes en majesté, Christian Lacroix
- 2005 : La Provence, terre inspirée
- 2006 : Voyage au cœur de l'enfance
- 2007 : Édith Piaf : Le documentaire sur sa carrière - Le best of de ses concerts
- 2011 : Colette : la maison de l'enfance pour l'émission Une maison, un écrivain
- 2011 : Françoise Sagan, manoir de Breuil pour l'émission Une maison, un écrivain
- 2011 : Les Forteresses de l'art
- 2013 : La Ruée vers l'art

### Fictions à la télévision
- 1965 : Gaspard des montagnes de Jean-Pierre Decourt en tant qu'assistante metteur en scène
- 1984 : Enquête sur Minitel (série)
- 1992 : Traquenards, épisode Dans les Cévennes
- 1992 : Pour une fille en rouge (+ scénario)
- 1994 : Une qui promet (+ scénario)
- 1997 : L'Histoire du samedi, épisode Paloma
- 2002 : Le Choix de Macha (+ scénario)
- 2007 : Pas tout de suite...